# Saint-Pierre-d’Entremont (Isère)
Saint-Pierre-d’Entremont település Franciaországban, Isère megyében. Lakosainak száma 576 fő (2022. január 1.). Saint-Pierre-d’Entremont Saint-Pierre-d’Entremont, Saint-Christophe-sur-Guiers, Sainte-Marie-du-Mont, Saint-Pierre-de-Chartreuse és Plateau-des-Petites-Roches községekkel határos.

## Népesség
A település népessége az elmúlt években az alábbi módon változott:
| Lakosok száma | 505  | 459  | 443  | 555  | 551  | 557  | 571  | 570  | 567  | 576  |
|               | 1968 | 1982 | 1990 | 2006 | 2013 | 2015 | 2017 | 2019 | 2020 | 2022 |